# Elgaria panamintina
Elgaria panamintina es una especie de lagartos de la familia Anguidae. Solo puede ser encontrada en los Estados Unidos de América.